# Славенские вечера
«Славенские вечера» — цикл повестей или «героических поэм в прозе» русского писателя Василия Нарежного, впервые опубликованный в 1809 году. Полное издание увидело свет в 1826 году, после смерти автора.
«Славенские вечера» относятся к раннему периоду творчества Нарежного. Они создавались под явным влиянием «Слова о полку Игореве», опубликованного в 1800 году и сделавшего популярной в русских образованных кругах тему средневековой русской истории, а также под влиянием поэм Оссиана. В ходе работы Нарежный использовал летописи и исторический труд Василия Татищева, но в повестях не описываются реальные события: автор стремился только передать своё восхищение русской историей. Персонажей, богатырей Киевской Руси, он изображает в духе сентиментализма: это люди чувствительные и меланхоличные, а «геройство» соседствует с «нежными сценами».
В 1809 году увидело свет первое издание цикла, в котором было восемь повестей: «Кий и Дулеб», «Славен», «Рогдай», «Велесил», «Громобой», «Ирена», «Мирослав» и «Михаил». В 1818 году Нарежный опубликовал в периодике продолжение, повести «Любослав» и «Песнь на могиле Игоря», а в 1826 году, после его смерти, вышло полное издание цикла, включавшее все эти произведения («Песнь на могиле Игоря» получила название «Игорь») и ещё одну повесть, «Александр».
Первые критики приняли «Славенские вечера» доброжелательно. Например, рецензент журнала «Цветник» охарактеризовал их как «образец чистоты языка и хорошего слога», «превосходную прозу», которая «открывает славные дела богатырей русских и приключения князей славянских». Н. Греч включил отрывки из повести «Кий и Дулеб» в хрестоматию русской прозы, опубликованную в 1812 году. Позже звучали мнения о том, что этот цикл «не выше многих других тогдашних повестей». Автор биографии Нарежного для «Литературной энциклопедии» В. Нечаева считала, что «стилизации под древнерусскую повесть» и подражания Оссиану «мало характерны для дарования» этого писателя. Н. Шахмагонов увидел в «Славенских вечерах» «прекрасный русский язык», «огромный нравственный заряд» и патриотичность.